# Milan-Turin 2014
La 95e édition de Milan-Turin a eu lieu le 1er octobre 2014. La course fait partie du calendrier UCI Europe Tour 2014 en catégorie 1.HC.
Elle a été remportée par l'Italien Giampaolo Caruso (Katusha) en solitaire trois secondes devant son compatriote Rinaldo Nocentini (AG2R La Mondiale) et neuf secondes sur son coéquipier l'Espagnol Daniel Moreno.

## Présentation

### Équipes
Classé en catégorie 1.HC de l'UCI Europe Tour, Milan-Turin est par conséquent ouvert aux UCI ProTeams dans la limite de 70 % des équipes participantes, aux équipes continentales professionnelles, aux équipes continentales italiennes et à une équipe nationale italienne.
Vingt-quatre équipes participent à ce Milan-Turin - dix ProTeams, neuf équipes continentales professionnelles et cinq équipes continentales :
| UCI ProTeams        | UCI ProTeams | UCI ProTeams |
| Nom de l'équipe     | Pays         | Code         |
| ------------------- | ------------ | ------------ |
| AG2R La Mondiale    | France       | ALM          |
| Astana              | Kazakhstan   | AST          |
| Europcar            | France       | EUC          |
| Garmin-Sharp        | États-Unis   | GRS          |
| Giant-Shimano       | Pays-Bas     | GIA          |
| Katusha             | Russie       | KAT          |
| Movistar            | Espagne      | MOV          |
| Sky                 | Royaume-Uni  | SKY          |
| Tinkoff-Saxo        | Russie       | TCS          |
| Trek Factory Racing | États-Unis   | TFR          |

| Équipes continentales professionnelles | Équipes continentales professionnelles | Équipes continentales professionnelles |
| Nom de l'équipe                        | Pays                                   | Code                                   |
| -------------------------------------- | -------------------------------------- | -------------------------------------- |
| Androni Giocattoli-Venezuela           | Italie                                 | AND                                    |
| Bardiani CSF                           | Italie                                 | BAR                                    |
| CCC Polsat Polkowice                   | Pologne                                | CCC                                    |
| Colombia                               | Colombie                               | COL                                    |
| IAM                                    | Suisse                                 | IAM                                    |
| MTN-Qhubeka                            | Afrique du Sud                         | MTN                                    |
| Neri Sottoli                           | Italie                                 | NRI                                    |
| Novo Nordisk                           | États-Unis                             | TNN                                    |
| RusVelo                                | Russie                                 | RVL                                    |

| Équipes continentales | Équipes continentales | Équipes continentales |
| Nom de l'équipe       | Pays                  | Code                  |
| --------------------- | --------------------- | --------------------- |
| Area Zero             | Italie                | AZT                   |
| Idea                  | Italie                | IDE                   |
| MG Kvis-Wilier        | Italie                | MGK                   |
| Nankang-Fondriest     | Italie                | CEF                   |
| Vega-Hotsand          | Italie                | VHS                   |

## Classement final
|    | Coureur            | Pays       | Équipe               |    | Temps           |
| -- | ------------------ | ---------- | -------------------- | -- | --------------- |
| 1  | Giampaolo Caruso   | Italie     | Katusha              | en | 4 h 30 min 12 s |
| 2  | Rinaldo Nocentini  | Italie     | AG2R La Mondiale     | +  | 3 s             |
| 3  | Daniel Moreno      | Espagne    | Katusha              |    | 9 s             |
| 4  | Fabio Aru          | Italie     | Astana               |    | 13 s            |
| 5  | Joaquim Rodríguez  | Espagne    | Katusha              |    | 14 s            |
| 6  | Alberto Contador   | Espagne    | Tinkoff Saxo         |    | 17 s            |
| 7  | Sergey Chernetskiy | Russie     | Katusha              |    | 19 s            |
| 8  | Davide Rebellin    | Italie     | CCC Polsat Polkowice |    | 24 s            |
| 9  | Fränk Schleck      | Luxembourg | Trek Factory Racing  |    | 40 s            |
| 10 | Mauro Finetto      | Italie     | Neri Sottoli         |    | 42 s            |

## Liste des participants
- Liste de départ complète

| Légende | Légende                                                                    | Légende | Légende                                                    |
| ------- | -------------------------------------------------------------------------- | ------- | ---------------------------------------------------------- |
| Num     | Dossard de départ porté par le coureur sur ce Milan-Turin                  | Pos     | Position à l'arrivée de la course                          |
|         | Indique un maillot de champion national ou mondial, suivi de sa spécialité | NP      | Indique un coureur qui n'a pas pris le départ de la course |
| AB      | Indique un coureur qui n'a pas terminé la course                           | HD      | Indique un coureur qui a terminé la course hors des délais |

| Tinkoff-Saxo TCS | Tinkoff-Saxo TCS               | Tinkoff-Saxo TCS |
| ---------------- | ------------------------------ | ---------------- |
| Num              | Coureur                        | Pos              |
| 1                | Alberto Contador (ESP)         | 6e               |
| 2                | Sérgio Paulinho (POR)          | ABB              |
| 3                | Jesús Hernández Blázquez (ESP) | 63e              |
| 4                | Roman Kreuziger (CZE)          | 64e              |
| 5                | Paweł Poljański (POL)          | 102e             |
| 6                | Ivan Rovny (RUS)               | AB               |
| 7                | Nicki Sørensen (DEN)           | AB               |
| 8                | Oliver Zaugg (SUI)             | 26e              |

| Garmin-Sharp GRS | Garmin-Sharp GRS     | Garmin-Sharp GRS |
| ---------------- | -------------------- | ---------------- |
| Num              | Coureur              | Pos              |
| 11               | Janier Acevedo (COL) | 19e              |
| 12               | André Cardoso (POR)  | 13e              |
| 13               | Thomas Dekker (NED)  | AB               |
| 14               | Ryder Hesjedal (CAN) | 15e              |
| 15               | Lachlan Morton (AUS) | 72e              |
| 16               | Fabian Wegmann (GER) | 52e              |
| 17               |                      |                  |
| 18               |                      |                  |

| Movistar MOV | Movistar MOV               | Movistar MOV |
| ------------ | -------------------------- | ------------ |
| Num          | Coureur                    | Pos          |
| 21           |                            |              |
| 22           | Eros Capecchi (ITA)        | AB           |
| 23           | Beñat Intxausti (ESP)      | AB           |
| 24           | Ion Izagirre (ESP) (Route) | 31e          |
| 25           | Adriano Malori (ITA)       | AB           |
| 26           | Dayer Quintana (COL)       | 80e          |
| 27           | Jasha Sütterlin (GER)      | 49e          |
| 28           | Enrique Sanz (ESP)         | AB           |

| Trek Factory Racing TFR | Trek Factory Racing TFR     | Trek Factory Racing TFR |
| ----------------------- | --------------------------- | ----------------------- |
| Num                     | Coureur                     | Pos                     |
| 31                      | Eugenio Alafaci (ITA)       | AB                      |
| 32                      | Julián Arredondo (COL)      | 16e                     |
| 33                      | Clément Chevrier (FRA)      | 51e                     |
| 34                      | Laurent Didier (LUX)        | 83e                     |
| 35                      | Fabio Felline (ITA)         | 29e                     |
| 36                      | Yaroslav Popovych (UKR)     | AB                      |
| 37                      | Fränk Schleck (LUX) (Route) | 9e                      |
| 38                      | Calvin Watson (AUS)         | AB                      |

| Astana AST | Astana AST               | Astana AST |
| ---------- | ------------------------ | ---------- |
| Num        | Coureur                  | Pos        |
| 41         | Fabio Aru (ITA)          | 4e         |
| 42         | Enrico Gasparotto (ITA)  | AB         |
| 43         | Jacopo Guarnieri (ITA)   | AB         |
| 44         | Fredrik Kessiakoff (SWE) | 62e        |
| 45         | Mikel Landa (ESP)        | 58e        |
| 46         | Michele Scarponi (ITA)   | 79e        |
| 47         | Paolo Tiralongo (ITA)    | 55e        |
| 48         | Alessandro Vanotti (ITA) | AB         |

| Sky SKY | Sky SKY                   | Sky SKY |
| ------- | ------------------------- | ------- |
| Num     | Coureur                   | Pos     |
| 51      | Ian Boswell (USA)         | AB      |
| 52      | Dario Cataldo (ITA)       | 56e     |
| 53      | Sergio Henao (COL)        | 57e     |
| 54      |                           |         |
| 55      | Christian Knees (GER)     | 53e     |
| 56      | David López García (ESP)  | 70e     |
| 57      | Salvatore Puccio (ITA)    | AB      |
| 58      | Kanstantsin Siutsou (BLR) | AB      |

| AG2R La Mondiale ALM | AG2R La Mondiale ALM      | AG2R La Mondiale ALM |
| -------------------- | ------------------------- | -------------------- |
| Num                  | Coureur                   | Pos                  |
| 61                   | Carlos Betancur (COL)     | AB                   |
| 62                   | Guillaume Bonnafond (FRA) | 97e                  |
| 63                   | Mikaël Cherel (FRA)       | 45e                  |
| 64                   | Hubert Dupont (FRA)       | 18e                  |
| 65                   | Matteo Montaguti (ITA)    | AB                   |
| 66                   | Rinaldo Nocentini (ITA)   | 2e                   |
| 67                   | Domenico Pozzovivo (ITA)  | 37e                  |
| 68                   | Alexis Vuillermoz (FRA)   | 12e                  |

| Katusha KAT | Katusha KAT              | Katusha KAT |
| ----------- | ------------------------ | ----------- |
| Num         | Coureur                  | Pos         |
| 71          | Pavel Brutt (RUS)        | 66e         |
| 72          | Giampaolo Caruso (ITA)   | 1er         |
| 73          | Sergey Chernetskiy (RUS) | 7e          |
| 74          | Alberto Losada (ESP)     | 22e         |
| 75          | Daniel Moreno (ESP)      | 3e          |
| 76          | Joaquim Rodríguez (ESP)  | 5e          |
| 77          | Egor Silin (RUS)         | 65e         |
| 78          | Eduard Vorganov (RUS)    | 24e         |

| Giant-Shimano GIA | Giant-Shimano GIA       | Giant-Shimano GIA |
| ----------------- | ----------------------- | ----------------- |
| Num               | Coureur                 | Pos               |
| 81                | Brian Bulgaç (NED)      | AB                |
| 82                | Lawson Craddock (USA)   | AB                |
| 83                | Thomas Damuseau (FRA)   | 43e               |
| 84                | Dries Devenyns (BEL)    | AB                |
| 85                | Chad Haga (USA)         | 42e               |
| 86                | Ji Cheng (CHN)          | AB                |
| 87                | Daan Olivier (NED)      | 96e               |
| 88                | Steven Lammertink (NED) | AB                |

| Europcar EUC | Europcar EUC             | Europcar EUC |
| ------------ | ------------------------ | ------------ |
| Num          | Coureur                  | Pos          |
| 91           | Jérôme Cousin (FRA)      | AB           |
| 92           | Cyril Gautier (FRA)      | 69e          |
| 93           | Fabrice Jeandesboz (FRA) | 20e          |
| 94           | Vincent Jérôme (FRA)     | AB           |
| 95           | Christophe Kern (FRA)    | 71e          |
| 96           | Maxime Méderel (FRA)     | 27e          |
| 97           | Romain Sicard (FRA)      | 17e          |
| 98           | Thomas Voeckler (FRA)    | AB           |

| Neri Sottoli NRI | Neri Sottoli NRI        | Neri Sottoli NRI |
| ---------------- | ----------------------- | ---------------- |
| Num              | Coureur                 | Pos              |
| 101              | Giorgio Cecchinel (ITA) | 35e              |
| 102              | Mauro Finetto (ITA)     | 10e              |
| 103              | Samuele Conti (ITA)     | 84e              |
| 104              | Francesco Failli (ITA)  | 34e              |
| 105              | Andrea Fedi (ITA)       | AB               |
| 106              | Jonathan Monsalve (VEN) | AB               |
| 107              | Simone Ponzi (ITA)      | 54e              |
| 108              | Fabio Taborre (ITA)     | 36e              |

| Androni Giocattoli-Venezuela AND | Androni Giocattoli-Venezuela AND | Androni Giocattoli-Venezuela AND |
| -------------------------------- | -------------------------------- | -------------------------------- |
| Num                              | Coureur                          | Pos                              |
| 111                              | Franco Pellizotti (ITA)          | 50e                              |
| 112                              | Gianfranco Zilioli (ITA)         | 33e                              |
| 113                              | Emanuele Sella (ITA)             | 68e                              |
| 114                              | Diego Rosa (ITA)                 | 11e                              |
| 115                              | Alessio Taliani (ITA)            | 40e                              |
| 116                              | Antonio Parrinello (ITA)         | 106e                             |
| 117                              | Tiziano Dall'Antonia (ITA)       | AB                               |
| 118                              | Yonder Godoy (VEN)               | 86e                              |

| Bardiani CSF BAR | Bardiani CSF BAR                 | Bardiani CSF BAR |
| ---------------- | -------------------------------- | ---------------- |
| Num              | Coureur                          | Pos              |
| 121              | Enrico Battaglin (ITA)           | 32e              |
| 122              | Stefano Pirazzi (ITA)            | AB               |
| 123              | Stefano Locatelli (ITA)          | AB               |
| 124              | Angelo Pagani (ITA)              | 60e              |
| 125              | Edoardo Zardini (ITA)            | 14e              |
| 126              | Francesco Manuel Bongiorno (ITA) | 76e              |
| 127              | Simone Sterbini (ITA)            | 110e             |
| 128              |                                  |                  |

| IAM | IAM                          | IAM  |
| --- | ---------------------------- | ---- |
| Num | Coureur                      | Pos  |
| 131 | Martin Elmiger (SUI) (Route) | 93e  |
| 132 | Mathias Frank (SUI)          | 23e  |
| 133 | Jonathan Fumeaux (SUI)       | 85e  |
| 134 | Thomas Lövkvist (SWE)        | 112e |
| 135 | Jérôme Pineau (FRA)          | AB   |
| 136 | Sébastien Reichenbach (SUI)  | 30e  |
| 137 | Patrick Schelling (SUI)      | 92e  |
| 138 | Johann Tschopp (SUI)         | 46e  |

| Colombia COL | Colombia COL                       | Colombia COL |
| ------------ | ---------------------------------- | ------------ |
| Num          | Coureur                            | Pos          |
| 141          | Robinson Chalapud (COL)            | 28e          |
| 142          | Edward Díaz (COL)                  | AB           |
| 143          | Fabio Duarte (COL)                 | AB           |
| 144          | Jarlinson Pantano (COL)            | 25e          |
| 145          | Carlos Quintero (COL)              | AB           |
| 146          | Miguel Ángel Rubiano (COL) (Route) | 88e          |
| 147          | Rodolfo Torres (COL)               | 41e          |
| 148          | Juan Pablo Valencia (COL)          | 94e          |

| CCC Polsat Polkowice CCC | CCC Polsat Polkowice CCC          | CCC Polsat Polkowice CCC |
| ------------------------ | --------------------------------- | ------------------------ |
| Num                      | Coureur                           | Pos                      |
| 151                      | Adrian Honkisz (POL)              | 91e                      |
| 152                      |                                   |                          |
| 153                      | Bartłomiej Matysiak (POL) (Route) | AB                       |
| 154                      | Nikolay Mihaylov (BUL) (Route)    | 77e                      |
| 155                      | Maciej Paterski (POL)             | AB                       |
| 156                      | Davide Rebellin (ITA)             | 8e                       |
| 157                      |                                   |                          |
| 158                      | Branislau Samoilau (BLR)          | 75e                      |

| MTN-Qhubeka MTN | MTN-Qhubeka MTN              | MTN-Qhubeka MTN |
| --------------- | ---------------------------- | --------------- |
| Num             | Coureur                      | Pos             |
| 161             | Adrien Niyonshuti (RWA)      | 98e             |
| 162             |                              |                 |
| 163             | Dennis van Niekerk (RSA)     | 74e             |
| 164             | Fregalsi Debesay (ERI)       | 48e             |
| 165             | Tsgabu Grmay (ETH) (Route)   | AB              |
| 166             | Jay Robert Thomson (RSA)     | AB              |
| 167             | Kristian Sbaragli (ITA)      | 73e             |
| 168             | Louis Meintjes (RSA) (Route) | 44e             |

| Novo Nordisk TNN | Novo Nordisk TNN         | Novo Nordisk TNN |
| ---------------- | ------------------------ | ---------------- |
| Num              | Coureur                  | Pos              |
| 171              | Stephen Clancy (IRL)     | AB               |
| 172              | Paolo Cravanzola (ITA)   | AB               |
| 173              | Kevin De Mesmaeker (BEL) | AB               |
| 174              | Joonas Henttala (FIN)    | AB               |
| 175              | David Lozano (ESP)       | 82e              |
| 176              | Javier Mejías (ESP)      | AB               |
| 177              | Andrea Peron (ITA)       | AB               |
| 178              | Charles Planet (FRA)     | AB               |

| RusVelo RVL | RusVelo RVL               | RusVelo RVL |
| ----------- | ------------------------- | ----------- |
| Num         | Coureur                   | Pos         |
| 181         | Sergueï Lagoutine (RUS)   | 38e         |
| 182         | Ilnur Zakarin (RUS)       | 105e        |
| 183         | Artem Ovechkin (RUS)      | AB          |
| 184         | Ivan Balykin (RUS)        | 81e         |
| 185         | Sergueï Klimov (RUS)      | 95e         |
| 186         | Kirill Pozdnyakov (RUS)   | 39e         |
| 187         | Sergey Pomoshnikov (RUS)  | 78e         |
| 188         | Andrey Solomennikov (RUS) | 104e        |

| MG Kvis-Wilier MGK | MG Kvis-Wilier MGK           | MG Kvis-Wilier MGK |
| ------------------ | ---------------------------- | ------------------ |
| Num                | Coureur                      | Pos                |
| 191                | Matteo Busato (ITA)          | AB                 |
| 192                | Ricardo Creel (USA)          | AB                 |
| 193                | Luca Chirico (ITA)           | AB                 |
| 194                | Mattia Frapporti (ITA)       | AB                 |
| 195                | Andrei Nechita (ROU)         | AB                 |
| 196                | Christian Delle Stelle (ITA) | AB                 |
| 197                | Rino Gasparrini (ITA)        | AB                 |
| 198                | Lorenzo Rota (ITA)           | 101e               |

| Vega-Hotsand VHS | Vega-Hotsand VHS              | Vega-Hotsand VHS |
| ---------------- | ----------------------------- | ---------------- |
| Num              | Coureur                       | Pos              |
| 201              | Nicola Gaffurini (ITA)        | 109e             |
| 202              | Cesare Ciommi (ITA)           | 103e             |
| 203              | Moreno Giampaolo (ITA)        | 47e              |
| 204              | Gian Marco Di Francesco (ITA) | 61e              |
| 205              | Gianni Franco D'Intino (ITA)  | AB               |
| 206              | Emiliano Faieta (ITA)         | AB               |
| 207              | Fabio Tuzi (ITA)              | AB               |
| 208              | Alessio Lanzano (ITA)         | AB               |

| Nankang-Fondriest CEF | Nankang-Fondriest CEF  | Nankang-Fondriest CEF |
| --------------------- | ---------------------- | --------------------- |
| Num                   | Coureur                | Pos                   |
| 211                   | Filippo Baggio (ITA)   | AB                    |
| 212                   | Antonio Merolese (ITA) | 108e                  |
| 213                   | Nicola Dal Santo (ITA) | AB                    |
| 214                   | Alfonso Fiorenza (ITA) | 89e                   |
| 215                   | Loris Paoli (ITA)      | AB                    |
| 216                   | Luca Taschin (ITA)     | AB                    |
| 217                   | Alfredo Balloni (ITA)  | 90e                   |
| 218                   |                        |                       |

| Area Zero AZT | Area Zero AZT           | Area Zero AZT |
| ------------- | ----------------------- | ------------- |
| Num           | Coureur                 | Pos           |
| 221           | Simone Petilli (ITA)    | 67e           |
| 222           | Paolo Ciavatta (ITA)    | 59e           |
| 223           | Fabio Chinello (ITA)    | 99e           |
| 224           | Gianluca Leonardi (ITA) | AB            |
| 225           | Gianluca Mengardo (ITA) | AB            |
| 226           | Andrea Pasqualon (ITA)  | 87e           |
| 227           | Charly Petelin (ITA)    | 107e          |
| 228           | Marco Tecchio (ITA)     | 111e          |

| Idea IDE | Idea IDE                 | Idea IDE |
| -------- | ------------------------ | -------- |
| Num      | Coureur                  | Pos      |
| 231      | Daniele Mossini (ITA)    | AB       |
| 232      | Mirko Tedeschi (ITA)     | 21e      |
| 233      | Ricardo Pichetta (ITA)   | AB       |
| 234      | Matteo Collodel (ITA)    | AB       |
| 235      | Alessandro Pettiti (ITA) | AB       |
| 236      | Fabio Gadda (ITA)        | 100e     |
| 237      | Matteo Spreafico (ITA)   | AB       |
| 238      | Simone Carantoni (ITA)   | AB       |